# Cámara plegable

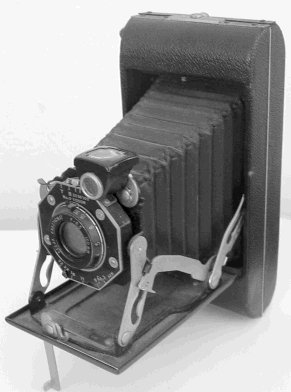
Cámara plegable completamente desplegada

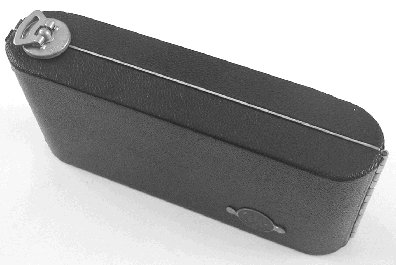
Cámara plegable completamente recogida, en posición de transporte o guardado

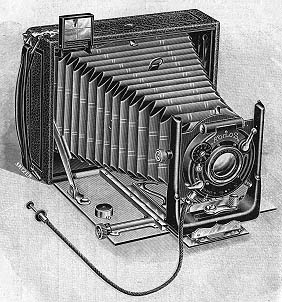
Cámara plegable horizontal de 1907

Una cámara plegable es un tipo específico de cámara fotográfica analógica de forma muy reconocible gracias a su fuelle delantero y que tuvo un gran auge entre 1890 y las primeras décadas del siglo XX. Su fuelle se despliega completamente para poder enfocar cuando alcanza su distancia focal real.

## Características técnicas
El gran logro de este tipo de cámaras fue poder convertir una cámara de formato medio (con un negativo de un tamaño mucho mayor al típico universal de 35 mm) en una cámara portátil de verdad, que ocupase poco espacio y fuese cómoda de transportar.
La película más habitual en este tipo de cámaras es la 120 con un tamaño de negativos de 6 X 9 centímetros, aunque las de la primera época usaban un formato algo más reducido (4 x 5 cm)

## Historia
Con los avances tecnológicos de las ópticas fotográficas, hacia los años 30 comenzó el declive de estas cámaras y la preponderancia del formato de 35 mm, aunque también se construyeron cámaras plegables en este formato, como la Kodak Retina. 
Durante los años 60 la Unión Soviética seguía construyendo cámaras plegables, y diez años después algunas cámaras concretas como la instantánea Polaroid SX-70 y la Speed Graphic se construyeron siguiendo esta técnica. 
Otros modelos de cámara plegable que se han fabricado más recientemente son, por ejemplo:
- El modelo 203 Seagull Camera, que se hizo popular entre los años 80 y 90 como cámara barata de formato medio.
- La Cosina Voigtländer Bessa III, disponible para los formatos 120/220 (6x6 o 6x7 cm.).